# Dagmar Frýbortová (politička)
Dagmar Frýbortová (* 26. července 1952) byla česká a československá politička a bezpartijní poslankyně Sněmovny národů Federálního shromáždění za normalizace.

## Biografie
K roku 1986 se profesně uvádí jako vedoucí projektantka. Ve volbách roku 1986 zasedla do české části Sněmovny národů (volební obvod č. 16 - Brandýs nad Labem-Stará Boleslav, Středočeský kraj). Ve Federálním shromáždění setrvala do konce funkčního období, tedy do svobodných voleb roku 1990. Netýkal se jí proces kooptací do Federálního shromáždění po sametové revoluci.